# Conzelmann
Conzelmann und seine Varianten sind vor allem auf der Schwäbischen Alb häufig vorkommende Familiennamen des deutschen Sprachraumes.

## Herkunft des Namens
Der Name – in beiden Schreibweisen mit C oder mit K – ist aus dem altdeutschen Vornamen Konrad entstanden.

## Varianten
Varianten sind u. a. Konzelmann, Kunzelmann und Künzelmann. Der Name hat durch Auswanderung auch außerhalb des deutschen Sprachraums Verbreitung gefunden. Im englischen Sprachraum gibt es die Namensvarianten Concelman, Conzelman und Konzelman.

## Häufigkeit
Der Name Conzelmann kommt in seinen verschiedenen Variationen besonders häufig im süddeutschen Bereich vor.

## Namensträger

### Conzelmann
- Achim Conzelmann (* 1959), deutscher Sportwissenschaftler
- Hans Conzelmann (Theologe) (1915–1989), deutscher Theologe
- Hans Conzelmann (Komponist) (1920–1993), deutscher Komponist und Filmkomponist
- Karl-Klaus Conzelmann (1955–2025), Professor für Experimentelle Virologie an der LMU München
- Ottilia Conzelmann (gest. zwischen 1466 und 1473), Augsburger Patrizierstochter, verheiratet mit dem Chronisten Hektor Mülich
- Peter Conzelmann (* 1954), deutscher Offizier, Brigadegeneral des Heeres
- Thomas Conzelmann, 'Associate Professor of International Relations (UHD)' an der Universität Maastricht, davor von 2001 bis 2007 'Assistant Professor for International Relations' an der TU  Darmstadt

### Concelman
- Carl Concelman (1912–1975), US-amerikanischer Elektroingenieur

### Conzelman
- Jimmy Conzelman (1898–1970), US-amerikanischer American-Football-Spieler und -Trainer
- Joe Conzelman (1889–1979), US-amerikanischer Baseball-Spieler

### Konzelmann
- Gerhard Konzelmann (1932–2008), deutscher Journalist
- Klaus Konzelmann (* 1962), Oberbürgermeister von Albstadt

### Konzelman
- Chuck Konzelman (* 1960), US-amerikanischer Drehbuchautor und Filmregisseur
- Dustin-Leigh Konzelman (* 1982), US-amerikanische Schönheitskönigin

### Kunzelmann
- Adalbero Kunzelmann (geborener Wilhelm Kunzelmann; 1898–1975), deutscher Augustiner, Kirchenmusiker und Autor
- Dieter Kunzelmann (1939–2018), deutscher linksradikaler Politaktivist
- Stephan Kunzelmann (* 1978), deutscher Schwimmer